# Svarttjärnen (Anundsjö socken, Ångermanland, 707167-160042)
Svarttjärnen är en sjö i Örnsköldsviks kommun i Ångermanland och ingår i Moälvens huvudavrinningsområde.